# تيرافادا

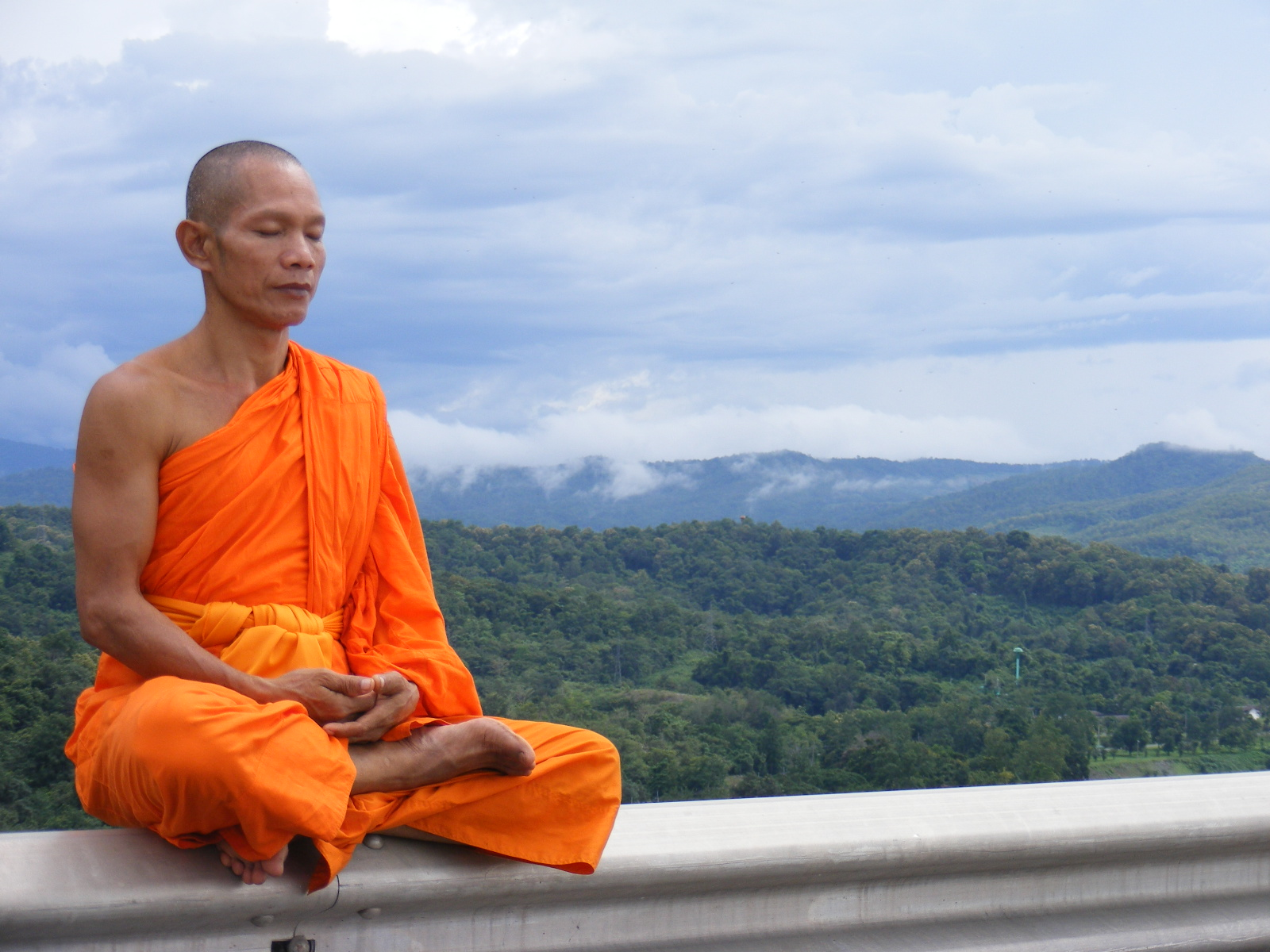
راهب ثيرافاديّ من محافظة أوتاراديت بتايلاند يتأمل أثناء جلوسه في وضعية اللوتس

تيرافادا أو ثْهرَوادة Theravada (بالي) طريق الأقدمين واحد من المذهبين الرئيسيين للبوذية. ينتشر بصورة غالبة في سريلانكا وتايلاند وميانمار ولاوس وكمبوديا. فيما تمارسها أقليات في الهند وبنغلاديش والصين ونيبال وفيتنام. كما يمارس بوذية التيرافادا جماعات الشتات من هذه البلدان بالإضافة إلى معتنقيها من جميع أنحاء العالم. يتميز بالبساطة وعدم الإيمان بأي اله والتأكيد على الحرية الشخصية.
نشأت الثيرافادا الحديثة من رحم طائفة الماهافيهارا، وهي فرع سريلانكي المنشأ من الفيباجيافادا، وهي طائفة فرعية من السذافيرا نيكايا الهندية التي بدأت تتأسس على أراضي جزيرة سريلانكا منذ القرن الثالث قبل الميلاد فصاعدًا. كُتِبت شريعة بالي وتطورت أدبيات المدرسة التفسيرية في سريلانكا.
ثم انتشر تقليد التيرافادا ماهافيهارا من موطنه الأصلي سريلانكا إلى سائر جنوب شرق آسيا. وهي الدين الشائع في كمبوديا ولاوس وميانمار وسريلانكا وتايلاند، ويعتنقها أقلية في الهند وبنغلادش والصين ونيبال وفيتنام. يمارس المهاجرون من هذه المجموعات، والمتحولون إلى البوذية كذلك تعاليم التيرافادا.
طرأت في العصر الحديث تطوّرات على التيرافادا، تضمنت الحداثة البوذية، وحركة فيباسانا التي أحيت شعيرة التأمل التيرافادية، وتقليد ثاي الغابيّ الذي ركّز مرة أخرى على الرهبانية الغابية.

## التاريخ

### الأصول
يأتي اسم التيرافادا من السذافيرية، وهي واحدة من أقدم المدارس البوذية التي يرجع إليها التيرافاديون أصلهم. انبثقت السذافيرا نيكايا من الانشقاق الأول في فرقة السانغا البوذية. كانت رغبة معتنقيها في إضافة قوانين جديدة من الفينايا لتشديد النظام الرهباني محل نزاع مع رغبات أغلبية الماهاسامغيكا. وفقًا لرواية المعتنقين فإن مدرسة التيرافادا مشتقة من فرقة الفيباجافادا «عقيدة التحليل»، وهي قسم من السذافيرية.
ينكر دامين كيون وجود دليل تاريخي على وجود مدرسة التيرافادا قبل قرنين تقريبًا بعد الانشقاق الكبير الذي حدث في المجمع الثالث. تشير روايات التيرافاديين عن أصول مدرستهم إلى أنها تلقّت التعاليم التي توافق عليها المجمع البوذي الثالث المفترض المعقود في نحو عام 250 قبل الميلاد تحت حكم الإمبراطور الهندي أشوكا. تعرف هذه التعاليم بالفيباجافادا. ويُفترَض أن الإمبراطور أشوكا قد أكّد على تطهير السانغا من خلال طرد النُّسّاك الذين رفضوا الموافقة على ما أقرّه المجمع الثالث. ترأّس الناسك الشيخ موغاليبوتاتيشا المجمع الثالث وكتب الكاثافاتو (نقاط اختلاف)، وهو تفنيد لآراء مقابلة متنوعة، وكتاب مهم في الثيرافادا أبيذاما.
بعد ذلك، انقسم الفيباجافاديون بدورهم إلى أربع مجموعات: الماهيساساكا، والكاسيبيا والدارماغوبتاكا في الشمال، والتامرابارنيا في جنوب الهند. أُسست التامبابانيا (ثم سمّيت الماهافيهارافاسين) في سريلانكا (في أنورادابورا) ونشطت في أندرا وفي أجزاء أخرى من جنوب الهند كذلك (فانافاسا في كارناتاكا الحديثة) ثم عبر آسيا الجنوبية الشمالية. وُجدت الأدلة النقشية لهذه المدرسة في أمارافاتي وناغارجوناكوندا. وفقًا للباحث البوذي أنتوني كنيدي واردر فإن الثيرافادا انتشرت بسرعة من أفانتي إلى ماهاراشترا وأندرا وجنوبًا إلى بلد التشولا (كانتشيبورام)، وإلى سريلانكا كذلك. ثم استقروا فترة من الزمن في أفانتي وفي مناطقهم الجديدة، بعدها نزعوا إلى تجميع أنفسهم في الجنوب، في في فيهارا الكبرى (ماهيفيهارا) في أنورادابورا، وهي العاصمة القديمة لسريلانكا، وأصبحت بعد ذلك المركز الأساسي لمذهبهم، وأصبح الكانشي مركزًا ثانويًا، أما المناطق الشمالية فتحوّلت عنها إلى مدارس أخرى.

### الانتقال إلى سريلانكا
يقال إن التيرافادا تفرعت عن طائفة التامرابارنية، التي تعني حرفيًا (السلالة السريلانكية). أُرسل المبشّرون والدعاة إلى خارج البلاد من الهند وقيل إنه قد كان منهم ابن أشوكا ماهيندا (الذي درس عند موغاليبوتاتيسا) وابنته سانغاميتا. كانوا المؤسسين الأسطوريين للبوذية في سريلانكا، وهي قصة يقول الباحثون إنها تساعد في إضفاء الشرعية على دعاوى التيرافادا بأنها أقدم المدارس البوذية وأوثقها. وفقًا لتاريخ ماهافامسا، فقد وصلوا إلى سريلانكا في فترة حكم ديفانامبيا تيسا الأنورادابوري (307- 267 قبل الميلاد) الذي تحوّل إلى البوذية وساعد في بناء أول النُّصُب البوذية. وفقًا لسامويل دياس بانداراناياك:
إن الانتشار السريع للبوذية ونشوء منظمة شاملة للسانغا مرتبطان بالسلطة العلمانية للدولة المركزية... لا يُعرَف وجود بقايا فنية أو معمارية من هذه الفترة إلا مساكن النسّاك في الكهوف التي تعكس نمو هذا الدين الجديد وانتشاره. أهم الخصائص المميزة لهذه المرحلة ومادتها التاريخية المعاصرة الوحيدة هي النقوش البراهمية العديدة المرتبطة بهذه الكهوف. تسجل هذه النقوش هدايا قُدّمت إلى السانغا، قدّمها أرباب البيوت والرؤساء لا الملوك. لا يبدو أن الدين البوذي في نفسه أسس سلطة مسلَّمة حتى فترة حكم دوتاغاماني وفاتاغاماني (نحو منتصف القرن الثاني قبل الميلاد إلى منتصف القرن الأول قبل الميلاد)...
تأتي أولى التسجيلات للتماثيل البوذية من فترة حكم الملك فاسابا (65- 109 قبل الميلاد)، ويُظهر الدليل التاريخي نموًا في عبادة التماثيل البوذية والبوذيساتفات بعد القرن الثالث الميلادي. في القرن السابع أشار الناسكان المهاجران الصينيان شوانزانغ وييحين إلى المدارس البوذية في سريلانكا باسم شانغزوبو، وهو ما يطابق في السنسكريتية سذافيرا نيكايا وفي البالي ثيرا نيكايا. كتب ييجين: «في سريلانكا تودهر مدرسة سذافيرا وحدها، وقد أُقصيت الماهاسامغيكا».
استخدمت المدرسة لنفسها اسم التيرافادا في الصيغة المكتوبة منذ القرن الرابع الميلادي على الأقل، بعد ألف عام من موت بوذا، إذ ظهر الاسم في الديبافامسا.
شهدت مدينة أنورادابورا بين عهدي سينا الأول (833-853) وماهينا الرابع (956-972) «جهدًا ضخمًا للبناء» من ملوك متعددين في هذه الفترة الطويلة من السلام والازدهار، وترجع البقايا المعمارية الحاضرة في هذه المدينة إلى تلك الفترة.

#### تطور التقليد النصي البالي
حافظت السانغا البوذية السريلانكية منذ تأسيسها على النصوص البوذية المقدسة (التيبيتاكا) شفهيًا كما وصلت، ولكن المجاعة والحرب في القرن الأول قبل الميلاد حتّما كتابة هذه النصوص المقدسة. جاء في تاريخ الماهافاسما السريلانكي: «حافظ النسّاك الأذكياء القدماء على نص الشريعة وشروحها شفهيًا، ثم عندما شاهدوا الحالة المأساوية للكائنات الحية، اجتمعوا وكتبوها في كتب حتّى تعيش العقيدة مدة طويلة».
يلاحظ ريتشارد غومبريتش أن هذا «أول تسجيل عندنا لكتابة النصوص البوذية في أي مكان». باستثناءات قليلة، تأتي النصوص التيرافادية البالية الباقية من ماهافيهارا (مركز رهباني، دير) أنورادابورا، عاصمة سريلانكا القديمة.
وقد طرأت عليها تطورات لاحقة شملت تأسيس وتسجيل الأدبيات التفسيرية التيرافادية (أتاكاثا). يؤمن التيرافاديون بأن تراثًا من التفاسير الهندية للنصوص كان موجودًا حتى في أيام ماهيندا الأولى. قبل فترة كتابة التفاسير التيرافادية البالية، وُجدت كذلك تفاسير متعددة للتيبيتاكا مكتوبة باللغة السنهالية، منها الماها أتاكاثا (التفسير الكبير) وهو التراث التفسيري الأكبر لنسّاك الماهافيهارا.
من أهم التفاسير التراثية عمل العالم البوذي التيرافادي العظيم بوذاغوسا (القرن الرابع والخامس بعد الميلاد)، وهو مؤلف معظم الأدبيات التفسيرية التي بقيت إلى يومنا (كل التفاسير التي سبقته مفقودة). كتب بوذا غوسا بلغة البالي، وكذلك العلماء البوذيون السريلانكيون من بعده. سمح هذا للتراث السريلانكي أن يصبح أكثر عالمية باستعمال اللغة المشتركة للحديث مع النساك في الهند وجنوب شرق آسيا.
أنتج النسّاك التيرافاديون كذلك أدبيات بالية أخرى كالتواريخ (الماهافاسما مثلًا) وسير النسّاك وأدلّة الشعائر والمختصرات والكتيّبات والشعر وأعمال أبيداما مثل الأبيداماتاسانغاها والأبيدامافاتارا. اختُصر عمل بوذاغوسا حول الأبيداما والشعائر البوذية في أعمال منها الفيسوديماغا والأتاساليني وهما أكثر نصين تأثيرًا في التراث التيرافادي، بعد شريعة بالي. من المفسّرين والكتاب التيرافاديين الباليين الآخرين ذامابالا وبوذاداتا. كتب دامابالا تفاسير لنصوص شريعة بالي التي لم يفسرها بوذاغوسا، وكتب تفسيرًا لكتاب بوذاغوسا فيسوديماغا، سُمّي باراماثامانجوسا.

#### الطوائف التيرافادية السريلانكية
في معظم التاريخ المبكر للبوذية في سريلانكا، كان للتيرافادية ثلاثة أقسام تتألف من نسّاك الماهافيهارا والأباياغيريفيهارا وجيتافانا، كل واحد منها كان موجودًا في أنورادابورا. أول هذه الأقسام الثلاثة تأسيسًا هو الماهافيهارا، أما الأباياغيريفيهارا وجيتافا فأسسها بعد ذلك نُسّاك تركوا التقليد الماهافيهاري. وفقًا لأنتوني كنيدي واردر فإن طائفة الماهيساساكا تأسست كذلك في سريلانكا جنبًا إلى جنب هي والتيرافادا، حتى استوعبتها التيرافادا وضمّتها بعد ذلك. ويبدو أن المناطق الشمالية كذلك اعتنقت طوائف من الهند في أوقات معينة.
عندما زار الناسك الصيني فاشيان الجزيرة في أوائل القرن الخامس، رأى 5000 ناسك في الأباياغيري، و3000 في الماهافيهارا، و2000 في السيتياباباتافيهارا.
أصبحت مدرسة الماهافيهارا (الدير العظيم) هي الحاكمة في سريلانكا مع بداية الألفية الثانية بعد الميلاد وانتشرت بالتدريج في جنوب شرق آسيا. تأسست هذه المدرسة في ميانمار في أواخر القرن الحادي عشر، وفي تايلاند في القرن الثالث عشر وأوائل القرن الرابع عشر، وفي كمبوديا ولاوس مع نهاية القرن الرابع عشر. مع أن الماهافيهارا لم تلغ المدارس الأخرى في جنوب شرق آسيا، فإنها لقيت تأييدًا خاصًا من البلاطات الملكية. وهذا نتيجة الدعم الذي أبدته النُّخَب المحلية لها، إذ كان لهذه النخب تأثير ديني ومجتمعي كبير.

#### تأثير الماهايانا
حافظ التيرافاديون الأباياغيريون على علاقات حميمة مع البوذيين الهنود عبر التاريخ، وتبنّوا كثيرًا من تعاليمهم، منها عناصر من الماهايانا، أما التيرافاديون الجيتافانيون فتبنّوا قدرًا أقل من تعاليم الماهايانا. كتب شوانزانغ عن قسمين للتيرافادا في سريلانكا، مشيرًا إلى معتنقي الأباياغيري باسم «سذافيرية الماهايانا»، وإلى معتنقي الماهافيهارا باسم «سذافيرية الهينايانا». كتب شوانزانغ كذلك أن الماهافيهارافا ترفض الماهايانا لأنها مبتدعة، أما الأباياغيريفيهارفا فيدرس أتباعها «الهينايانا والماهايانا كليهما».
كانت الأباياغيري جامعة ومركزًا مؤثرًا لتدريس الماهايانا في حكم غاجاباهو الأول حتى القرن الثاني عشر. شهدت الأباغيري عدة علماء بوذيين مهمين عملوا أعمالًا بالسنسكريتية والبالية. منهم أوباتيسا (الذي كتب الفيموتيماغا) وكافياكاكرافارتي أناندا (الذي ألف الساداموبايانا)، وأرياديفا وأرياسورا والسيدان التانتريان جايابادرا وكاندرامالي.
لاحظ أكيرا هيراكاوا أن التفاسير البالية الباقية (الأتاكانثا) لمدرسة الماهافيهارا، إذا دُرِست من كثب، وُجِد فيها عدد من الآراء التي تتفق مع تعاليم الماهايانا. لاحظ كالوباهانا الأمر نفسه في الفيسوديماغا، أهم تفسير تيرافادي.
من المعروف أنه في القرن الثامن، كان شكلا البوذية الماهايانا والفاجرايانا القصرية يمارَسان في سريلانكا، وأن ناسكين هنديين مسؤولين عن تناسل البوذية القصرية (أي المقصورة على فئة معينة) في الصين، هما فاجرابوذي وأموغافاجرا، قد زارا الجزيرة في هذه الفترة. تبدو الأباياغيري فيهارا مركز التعاليم التيرافادية الماهايانية والفاجرايانية.

## المعتنقون
يمارس بوذية تيرافادا بلدان وأشخاص من جميع أنحاء العالم تقريباً ولا سيما:
- في جنوب آسيا:
  - نيبال
  - سريلانكا (من قبل 70% من السكان)
  - بنغلاديش (من قبل 0.7% من السكان) وبصورة أساسية في تشيتاغونغ هيل تراكتس وباريشال كوواكاتا
  - الهند (بنسبة 0.8%) بصورة أساسية في ماهاراشترا وولايات شمال شرق الهند
- في جنوب شرق آسيا:
  - كمبوديا (من قبل 95% من السكان)
  - لاوس (من قبل 67% من السكان)
  - ميانمار (من قبل 89% من السكان)
  - تايلاند (من قبل 90% من السكان ونسبة 94% من السكان تقوم بالممارسة الدينية)
  - فيتنام (من قبل الخمير كروم في الأجزاء الجنوبية والوسطى من فيتنام وشعب تاي دام في شمالي فيتنام)
  - ماليزيا (في شبه الجزيرة الماليزية ولا سيما الأجزاء الشمال غربية من ماليزيا ويمارسها بصورة أساسية ذوي الأصول التايلندية والسنهالية)
  - إندونيسيا
  - سنغافورة
- في شرق آسيا:
  - الصين (بصورة أساسية من قبل شعوب ومجموعات شان وتاي وداي وهاني وبارووق أتشانغ وبلانغ بصورة أساسية في مقاطعة يونان)
- كما يُلاحظ تزايد شعبية بوذية تيرافادا في كثير من بلدان العالم الغربي.

يتجاوز عدد بوذيو تيرافادا المعروفين أيضاً بالتيرافاديين المئة وخمسون مليون شخص في جميع أنحاء العالم وبدأت تيرافادا خلال العقود القليلة المنصرمة تنتشر في الغرب وفي الإحياء البوذي بالهند.

## الدول الخمس الرئيسية ذات الغالبية التيرافادية
| الترتيب | البلد    | العدد      | نسبة البوذيين | مجموع عدد البوذيين | أهمية الدين (التدين) |
| ------- | -------- | ---------- | ------------- | ------------------ | -------------------- |
| 1       | تايلاند  | 66,720,153 | m94.6%        | 63,117,265         | 97%                  |
| 2       | ميانمار  | 56,280,000 | 89%           | 50,649,200         | 96%                  |
| 3       | سريلانكا | 20,277,597 | 70.2%         | 14,222,844         | 100%                 |
| 4       | كمبوديا  | 14,701,717 | 96.4%         | 14,172,455         | 95%                  |
| 5       | لاوس     | 6,477,211  | 67%           | 4,339,731          | 98%                  |